# 岩代川俣駅
岩代川俣駅（いわしろかわまたえき）は、かつて福島県伊達郡川俣町にあった日本国有鉄道（国鉄）川俣線の旅客駅である。

## 歴史
- 1926年（大正15年）3月1日：開業[1]。
- 1938年（昭和13年）6月20日：省営自動車福浪線（福島駅 - 岩代川俣駅 - 浪江駅間）[2]。
- 1943年（昭和18年）9月1日：川俣線の不要不急線指定により営業休止[3]。
- 1946年（昭和21年）7月1日：営業再開[4]。
- 1972年（昭和47年）5月14日：川俣線廃止に伴い、駅を廃止[5]。

## 駅跡
駅跡地には記念碑および「元川俣駅資料館」が建てられているが、駅跡に建てられた住宅団地の集会所であるため一般への公開はほとんど行われていない。駅跡に保存されていたC12 66は現在真岡鐵道で復活運転されている。

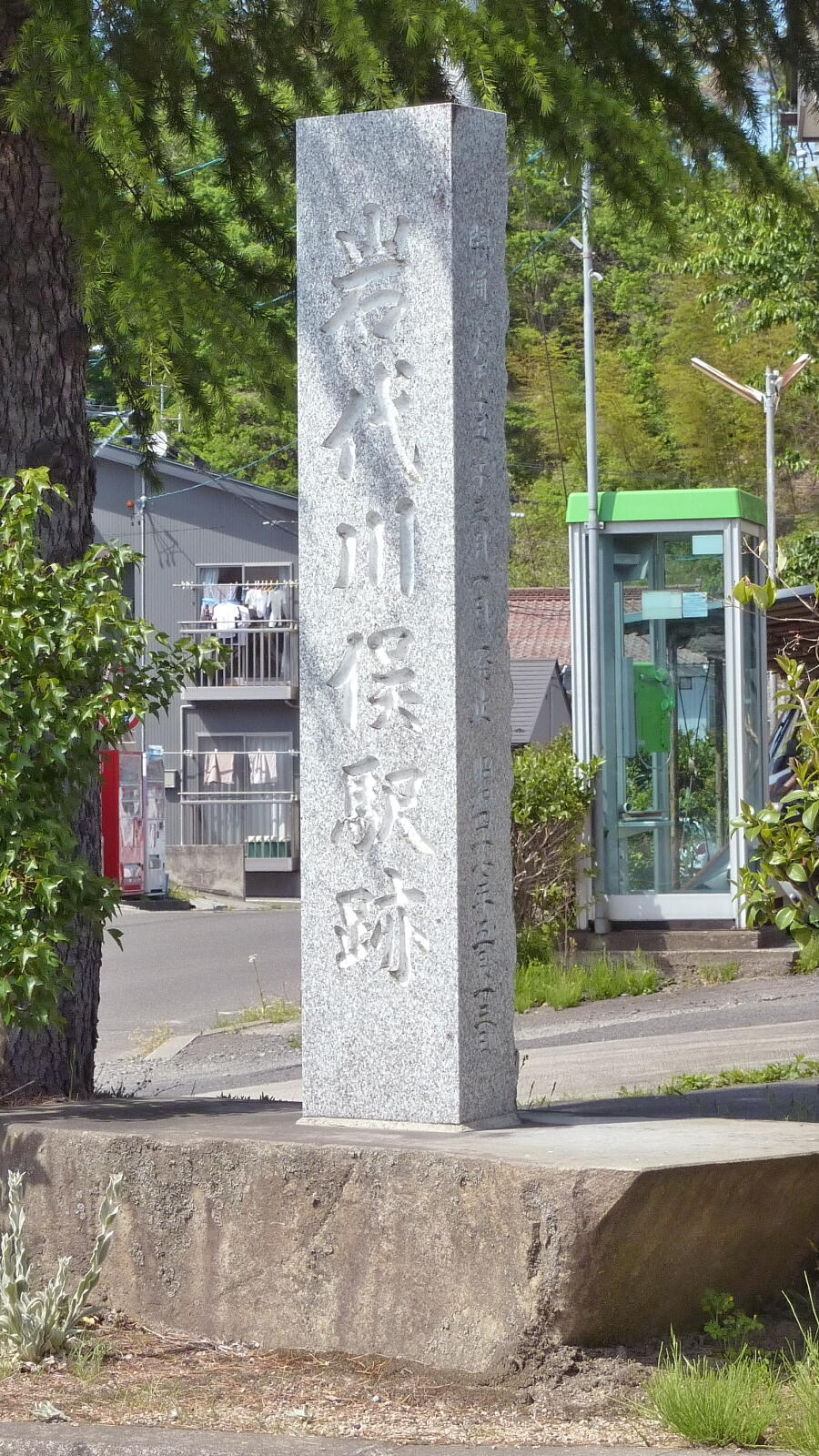
駅跡に建てられた記念碑（2009年5月）

## 隣の駅
日本国有鉄道
川俣線
岩代飯野駅 - 岩代川俣駅
- 1934年（昭和9年）11月1日から1941年（昭和16年）8月10日までの間、岩代飯野駅 - 当駅間に岩代大久保駅があった。